# Яшуев, Ислам Хусейнович
Исла́м Хусе́йнович Яшу́ев (род. 23 января 1993, Мескер-Юрт, Чечня) — российский дзюдоист, чемпион и призёр чемпионатов России, обладатель Кубка России 2021 года, чемпион Европы, мастер спорта России международного класса (2015).

## Биография
Чеченец. Родился и живёт в селе Мескер-Юрт (Шалинский район, Чечня). Член сборной команды России с 2014 года. Тренируется под руководством Р. А. Ахмарова и С. С. Межидова. Выступает в категории до 60 кг. Представляет спортивное общество «Динамо».

## Спортивные результаты
- Чемпионат России по дзюдо среди юниоров — ;
- Чемпионат Европы среди юниоров — ;
- Чемпионат России по дзюдо среди молодёжи — ;
- Чемпионат Европы среди молодёжи, Вроцлав, 2014 год — [1];
- Чемпионат России по дзюдо 2014 года — ;
- Чемпионат России по дзюдо 2015 года — ;
- Чемпионат России по дзюдо 2016 года — ;
- Кубок России по дзюдо 2021 года — .